# 頚鼓動脈
頚鼓動脈（けいこどうみゃく）は、内頸動脈の小さな枝（複数）。それらは頸動脈管の微細な孔を通って鼓室に入り、顎動脈の前鼓膜枝、茎乳突孔動脈の後鼓膜枝と吻合する。